# Stadion Evžena Rošického
Stadion Evžena Rošického je multifunkční stadion v Praze na Strahově v České republice. Je pojmenován po atletovi Evženovi Rošickém, který byl popraven během 2. světové války.
Od prosince 2022 je na pokyn statického posudku celý stadion uzavřen především kvůli velmi závažným závadám na ocelové konstrukci stožárů osvětlení. S původní kapacitou 19 032 míst to byl druhý největší fotbalový stadion v zemi.
V květnu 2024 valná hromada FAČR schválila vybudování nového stadionu AC Sparty Praha na místě dnešního Stadionu Evžena Rošického. Stadion bude s kapacitou 35 tisíc diváků největší v republice a budou se zde také pořádat zápasy české reprezentace. Pozemky zůstanou FAČR, stadion bude vlastnit Sparta a bude platit roční nájem. Cena stavby by měla být okolo 4,5 miliardy Kč a dokončena by měla být nejpozději roku 2035.

## Historie
Stadion byl postaven jako rezerva pro sokolské sletiště již v roce 1926 a později několikrát přestavován, čímž se jeho kapacita značně zmenšila, avšak všechna místa jsou již k sezení. Při svatováclavském miléniu v roce 1929 se zde konala veřejná vystoupení orelských jednot, kterých se 5. července 1929 zúčastnil osobně prezident republiky T. G. Masaryk. Konaly se zde i všesokolské slety (XIII. v roce 2000 a XIV. v roce 2006, s využitím umělého osvětlení) nebo setkání svědků Jehovových (1993).

### Fotbalová utkání
Dne 15. března 1961 zde odehrál tým Spartak Hradec Králové před 45 000 diváky svůj odvetný domácí zápas PMEZ proti FC Barceloně (1:1), neboť jeho Všesportovní stadion pro takové utkání neodpovídal kritériím UEFA.
Největší fotbalové návštěvy zaznamenal původní stadion v roce 1962 při pražském derby Sparta – Slavia (2:2), kdy jej zaplnilo bezmála 60 tisíc platících diváků a při přátelském zápase Československo – Uruguay (3:1), který vidělo 45 tisíc diváků. V novém tisíciletí byl využíván na fotbalové zápasy mnoha klubů, které tento stadion využívaly jako dočasný azyl.
Nejvýraznější stopu tu v tomto ohledu zanechala SK Slavia Praha, která zde měla své domovské hřiště v sezóně 1992/93, v letech 1993 až 2000 zde hrála své zápasy evropských pohárů (především semifinále Poháru UEFA 1995/96). V létě roku 2000 prošel stadion první rozsáhlou rekonstrukcí od roku 1978 a nejen proto tu Slavia od sezóny 2000/01 až do předposledního kola sezóny 2007/08 hrála všechny své domácí zápasy, než byl dokončen její nový stadion v Edenu (původně plánováno na rok 2003). Za tímto účelem byly vyměněny sedačky, aby byl naplněn požadavek UEFA k pořádávání zápasů evropských pohárů. To se jí vyplatilo, neboť si zde v sezóně 2007/08 poprvé ve své historii zahrála skupinovou fázi Ligy mistrů. Na jediný zápas se sem Slavia později vrátila ještě v ligové sezóně 2016/17, a to na poslední kolo proti Brnu, které se nemohlo odehrát v Edenu kvůli koncertu Depeche Mode. Výhrou nad Brnem 4:0 si Slavia před 12 300 diváky zajistila titul a mistrovskými oslavami se tak se strahovským stadionem definitivně rozloučila. K obsazení celé kapacity stadionu nemohlo dojít kvůli havarijnímu stavu horního patra tribun.
Poslední soutěžní utkání zde proběhlo 14. května 2022 mezi B týmem Sparty Praha a Chrudimí (2:2).

### Atletické závody
V roce 1978 zde proběhlo Mistrovství Evropy v atletice. Z tohoto důvodu prošel tento stadion na počátku 70. let 20. století náročnou rekonstrukcí a rozsáhlou modernizací. Později se zde pravidelně konaly známé atletické mítinky Memoriál Evžena Rošického, Memoriál Josefa Odložila a Praga Academica. Dne 4. července 1999 na stadionu vytvořil Tomáš Dvořák světový rekord v desetiboji 8994 bodů.
Ve dnech 9. až 16. června 2013 se na stadionu konalo 9. mistrovství světa v atletice mentálně postižených sportovců.

## Stav objektu v roce 2021
Tento stadion by se dal popsat jako sada čtyř obdélníkových budov. Uvnitř mohou návštěvníci vidět speciální reliéfní stěnu. Ta je tvořena většími vlnami. Stavba jako taková je obklopena zelení. Tribuny jsou rozdělené podle barev na několik sekcí. Stadion není v úplně dobrém stavebním stavu, stejně jako vedle stojící Velký strahovský stadion.

## Galerie

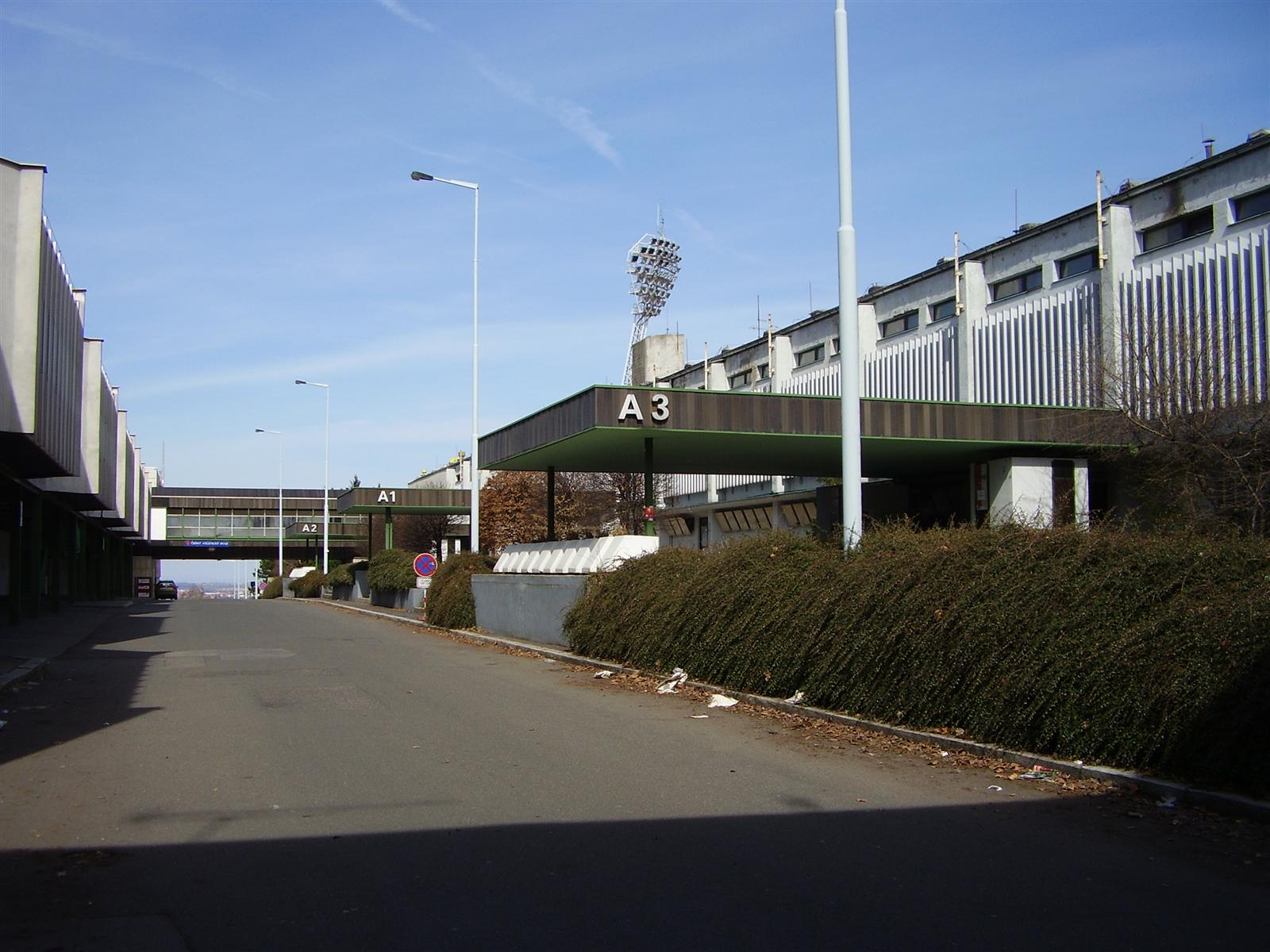
Vstupy na hlavní (západní) tribunu z Diskařské ulice
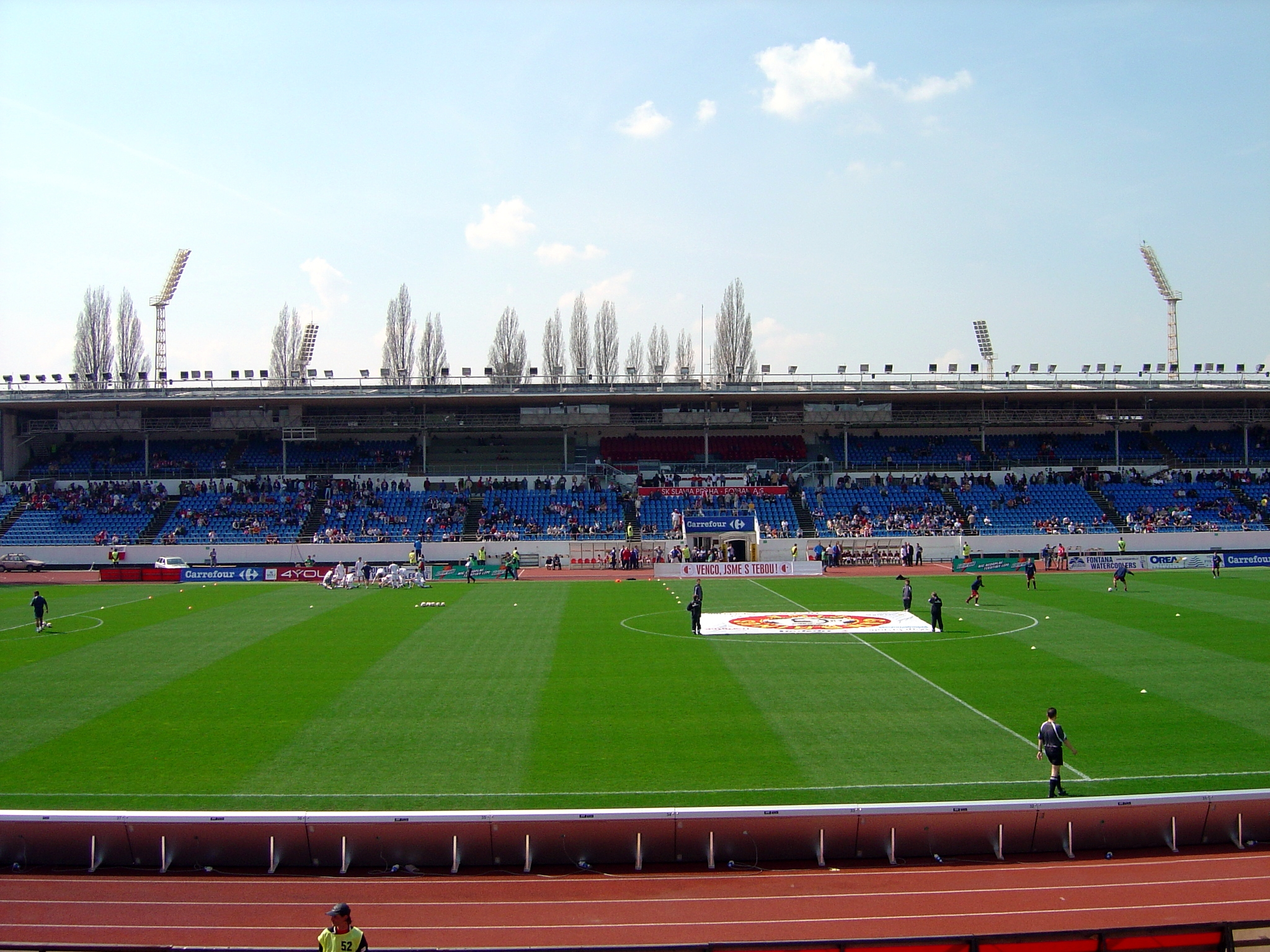
Hlavní (západní) tribuna
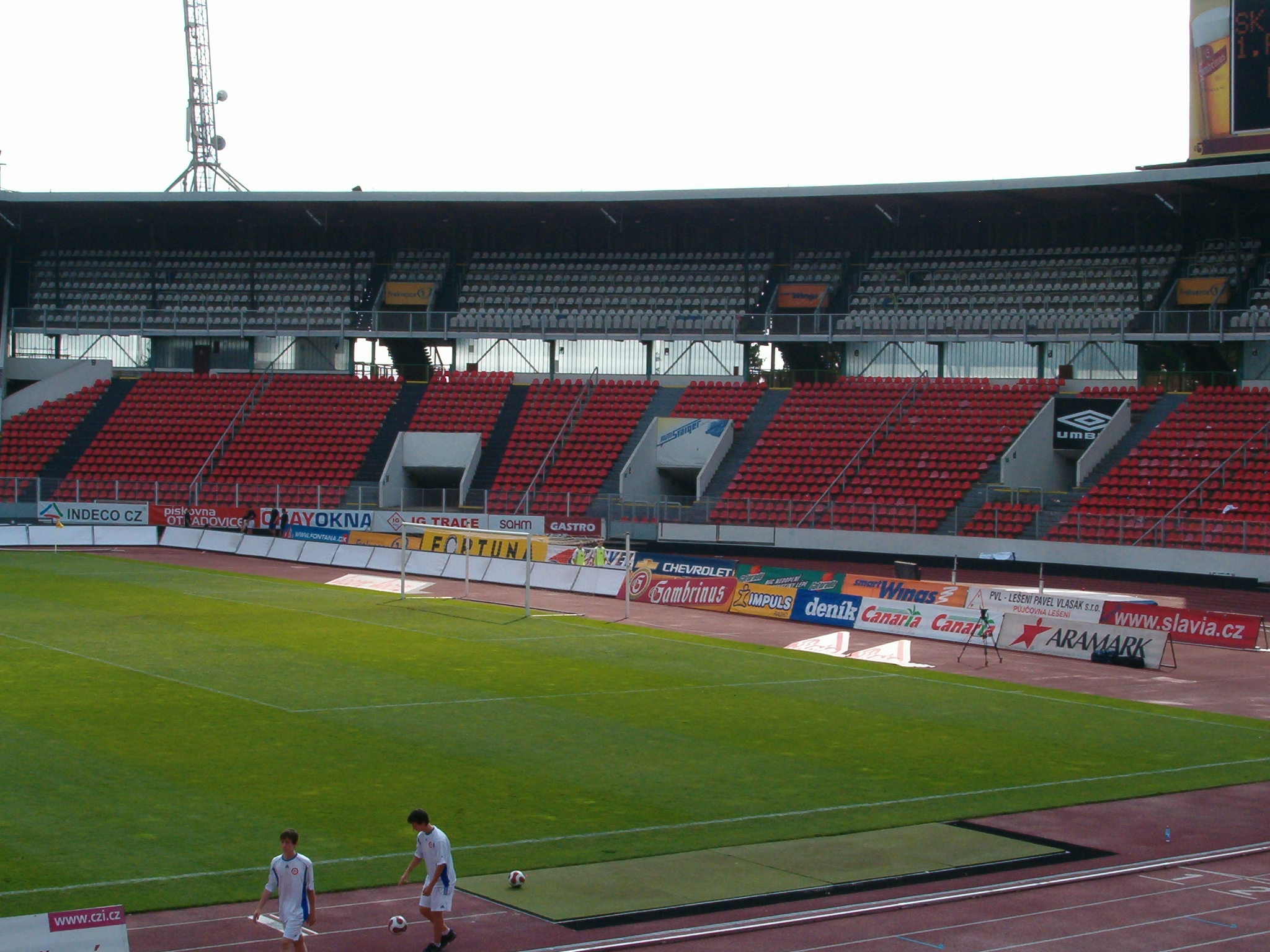
Jižní tribuna
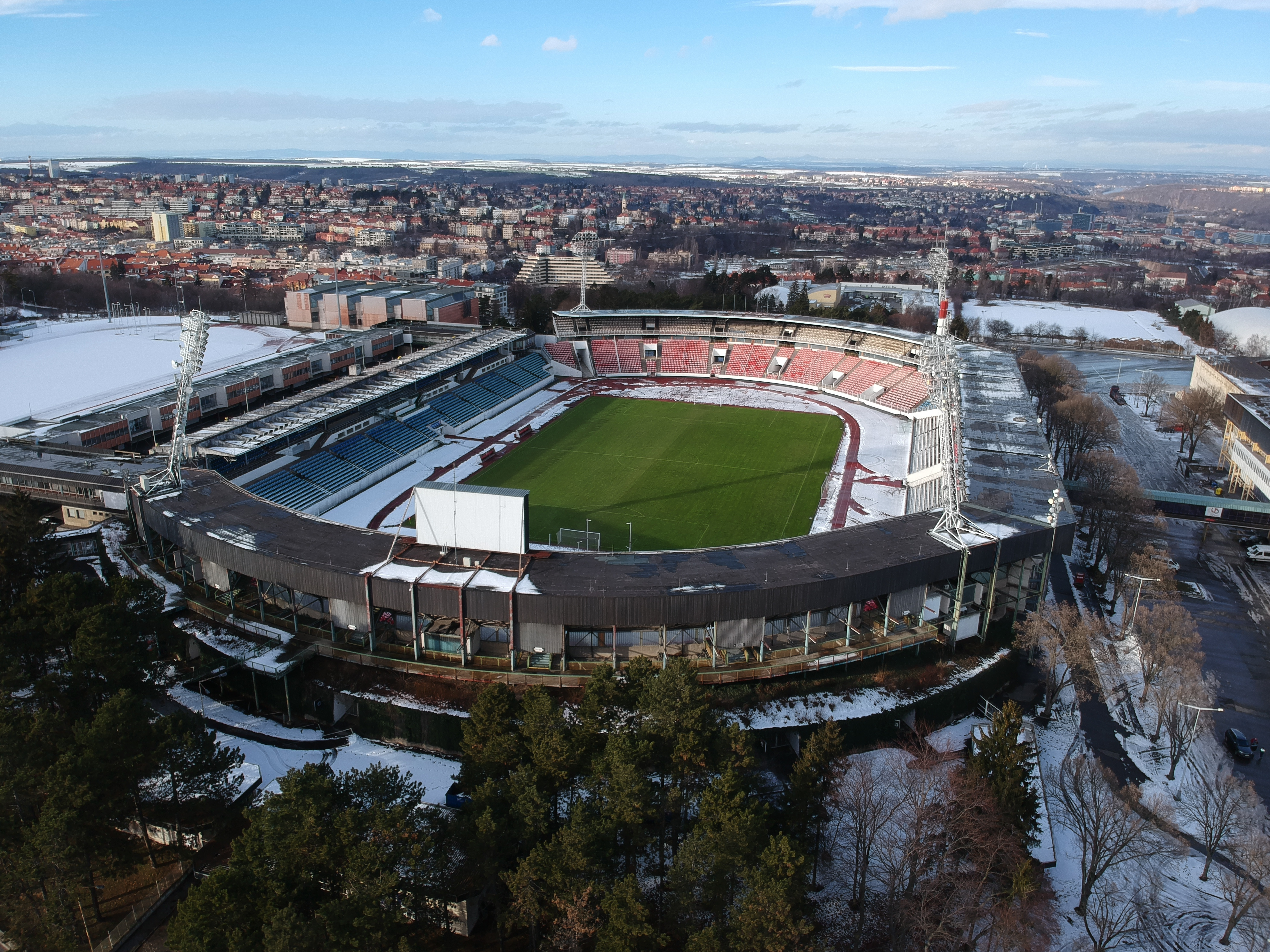
Letecký snímek stadionu z jižní strany
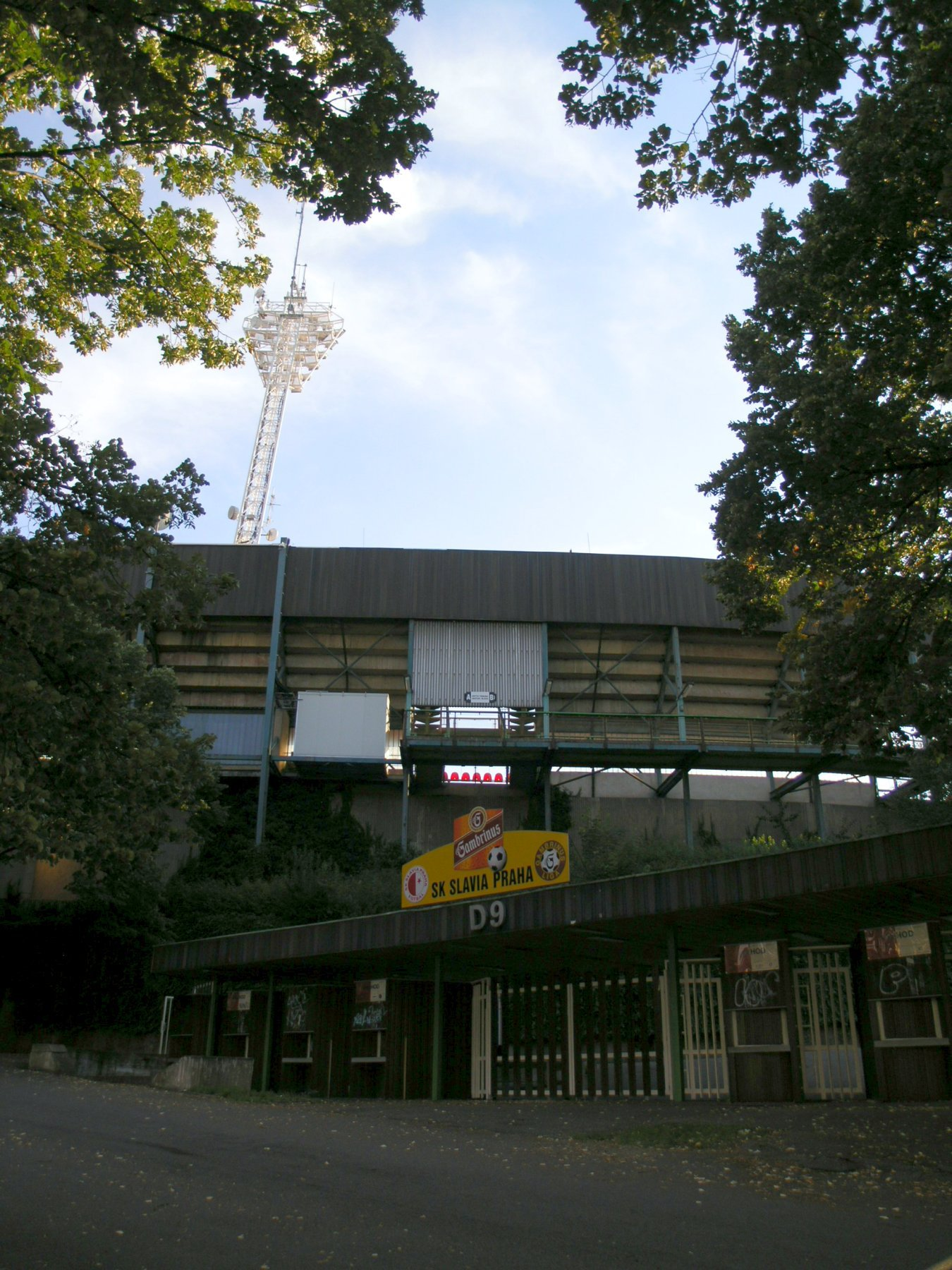
Jeden ze vstupů na stadion
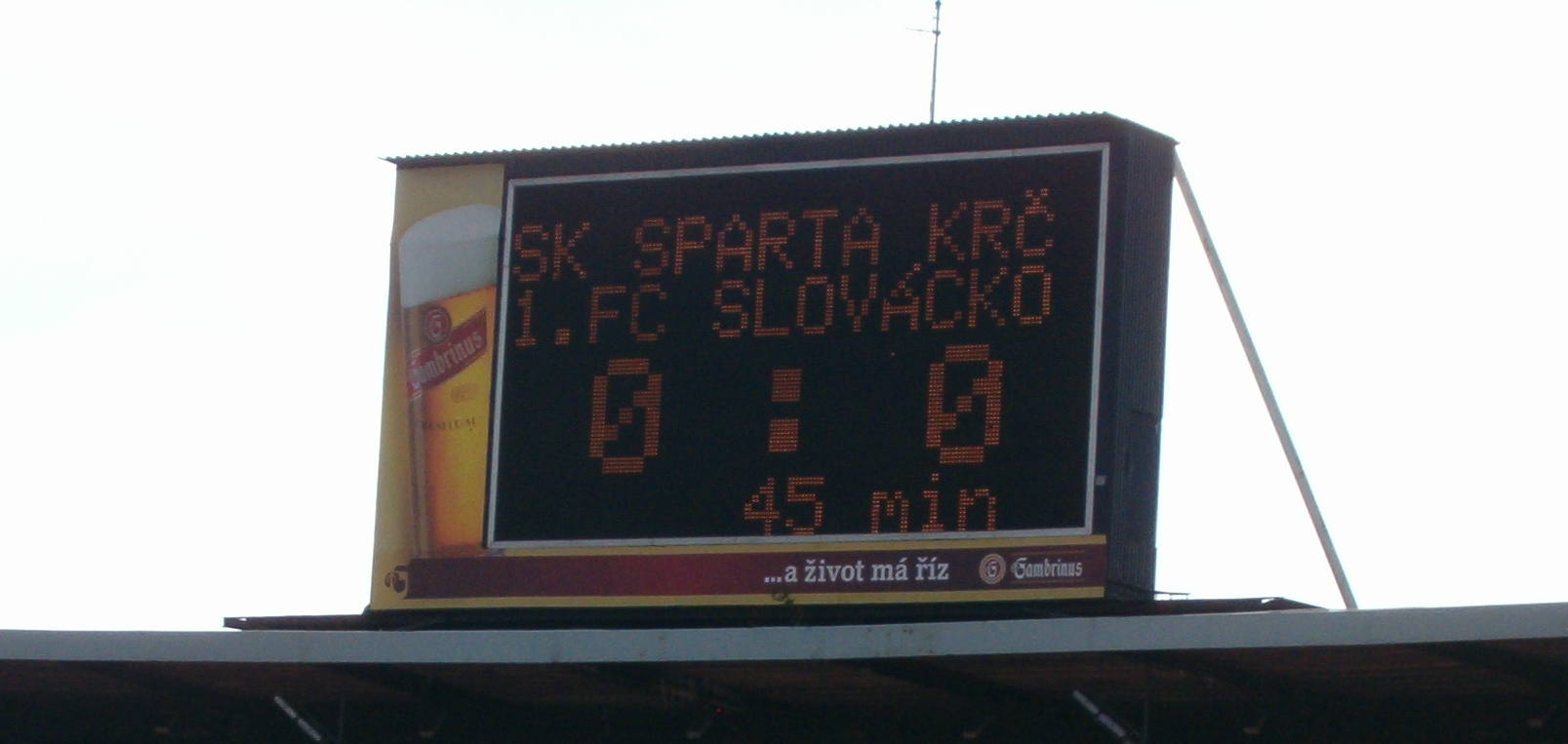
Výsledková tabulce na střeše jižní tribuny